# 河合伸一
河合 伸一（かわい しんいち、1932年6月11日 - ）は、日本の弁護士・元最高裁判所判事。京都大学卒業。

## 概要
旧制第三神戸中学校（在学中に新制兵庫県立長田高等学校へと移行）を卒業。京都大学法学部では商法学者の大隅健一郎に師事し、在学中に司法試験に合格。
1955年京大卒業。いったん裁判官になったが家庭の事情で弁護士に転身。大阪弁護士会副会長などを歴任し、関西では経済通として知られた弁護士だった。阪神タイガースのランディ・バースの契約問題やイトマン事件にも関わった。弁護士業務のポリシーとして「依頼者と共に苦しんだり悩んだりして、司法の分野では社会と一番密着できる。記録の中から、当事者の姿が見える仕事ができれば」と語った。尊敬する人物として、アメリカの法事情に精通した田辺公二の名前を挙げる。
1994年7月に最高裁判事に就任。死刑確定者が新聞に死刑制度反対の投稿をしようとした際に東京拘置所長不許可にしたのは違法と損害賠償を求めた訴訟で、最高裁第二小法廷は「監獄法に規定された拘置所長の裁量」と適法とする中で、河合は「所長が具体的判断をしたかどうかの立証がない」として反対意見を表明した。
2002年6月に定年退官。アンダーソン・毛利・友常法律事務所顧問に就任。2004年、旭日大綬章受章。

## 主な担当訴訟
最高裁判事時代には以下の判断に関与した。
- 徳島隣人3人射殺事件：1996年（平成8年）3月4日・第二小法廷判決にて裁判長を務めた[7]。
- 神戸高専剣道実技拒否事件：1996年（平成8年）3月8日・第二小法廷判決にて裁判長を務めた[8]。
- 国立市主婦殺害事件：1999年（平成11年）11月29日・第二小法廷判決（裁判長：福田博）にて陪席裁判官を務めた[9]。無期懲役を言い渡した控訴審判決に対し、検察官が死刑を求めて上告していた事件。判決では上告を棄却したが、「殺害された被害者が一名でも、1983年の最高裁判例で示された死刑選択基準（通称「永山基準」）に照らし、死刑がやむを得ない場合はある」という判断を示した[10]。
- 福山市独居老婦人殺害事件：1999年（平成11年）12月10日・第二小法廷判決にて裁判長を務めた[11]。国立事件と同様、控訴審の無期懲役判決に対し、死刑を求めて検察官が上告していた事件。同事件については被告人が強盗殺人罪で無期懲役刑に処された前科を有している（同刑の仮釈放中に再犯した）点、計画性の高さなどを踏まえて「死刑を適用しなければ著しく正義に反する」と判断し、原判決を破棄して審理を広島高裁に差し戻す判決を言い渡した[12]。差戻後、同事件は広島高裁で死刑が言い渡され、2007年に最高裁第三小法廷（堀籠幸男裁判長）で死刑が確定している[13]。
- 電通事件：2000年（平成12年）3月24日・第二小法廷判決にて裁判長を務めた[14]。